# TRAF6
TRAF6 (фактор 6, ассоциированный с рецептором фактора некроза опухолей; TNF receptor-associated factor 6) — цитозольный адаптерный белок, относящийся к семейству факторов, связанных с рецептором ФНО (TRAF). Важный компонент нескольких сигнальных путей, регулирующих воспаление и иммунитет. 

## Структура и функции

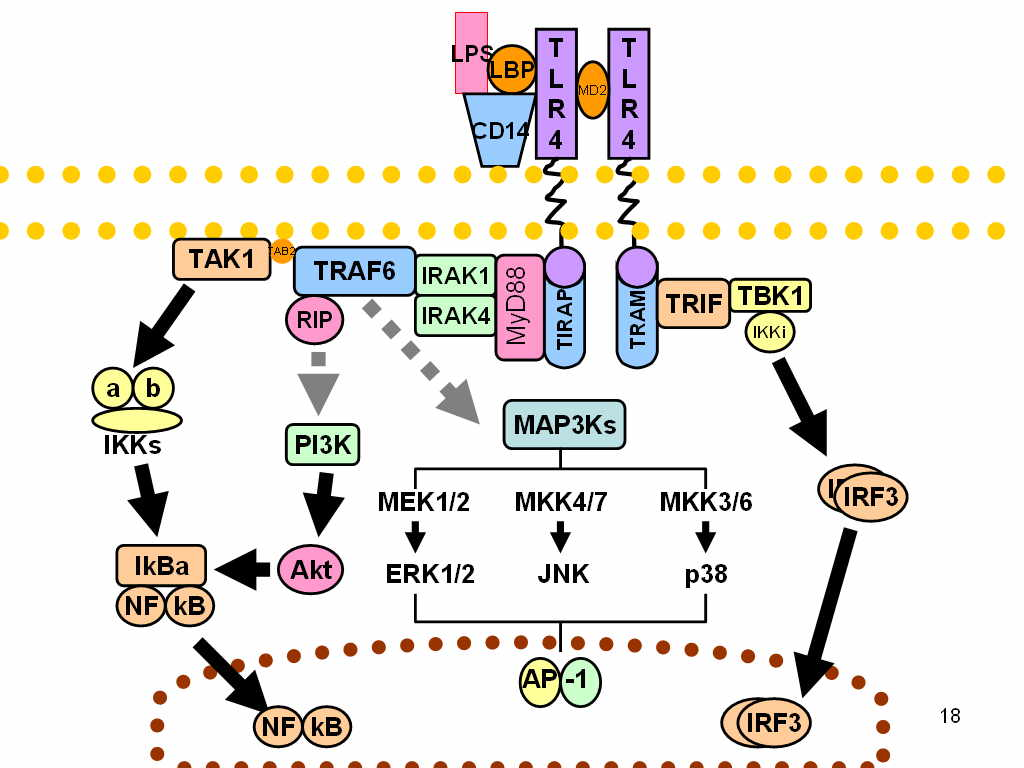
Участие TRAF6 в передаче сигнала на примере рецепторного комплекса CD14/TLR4/MD2.

TRAF6 представляет собой тримерный цитоплазматический белок, участвующий в передаче сигнала в клетке. Он связывается в клетке с рецептором ФНО и способен ассоциировать со многими внутриклеточными адаптерными белками: NGFR, TNFRSF17, IRAK1, IRAK2, IRAK3, IRAK4, RIPK2, MAP3K1, MAP3K5, MAP3K14, CSK, TRAF-взаимодействующим белком TRIP и TTRAP. Может также связываться с рецептором интерлейкина 17.
В целом TRAF6 — это адаптерный белок и переносчик клеточного сигнала, который связывает рецепторы фактора некроза опухоли с различными сигнальными путями за счёт того, что он взаимодействует с одной стороны с цитоплазматическими доменами рецепторов, а с другой — с клеточными киназами, такими как IRAK.